# ウィンドジャマー

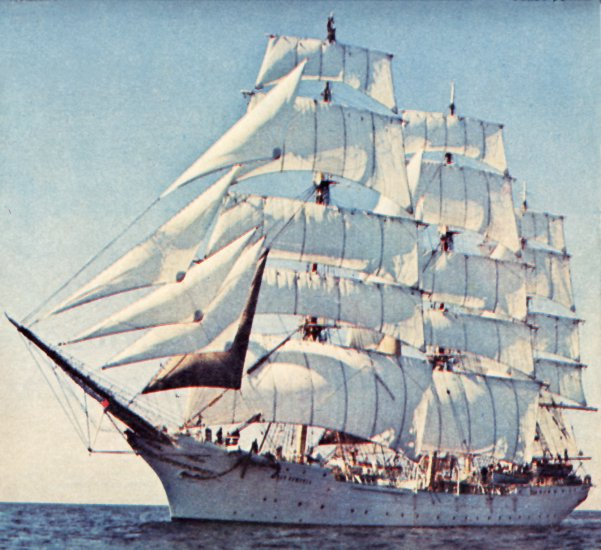
ポーランドのウィンドジャマー　Dar Pomorza

ウィンドジャマー（Windjammer）とは、19世紀後半から20世紀前半にかけて使用された、鉄か鋼の船体を持つ貨物用帆船の一種である。貨物船の中でも大きく、3本から5本のマストに横帆を持つシップ型の帆装が特徴であった。
1869年のスエズ運河開通により、それまで帆船が担っていた海運物流の主体は蒸気船へと移っていった。それから間もない1870年代から1890年代にウィンドジャマーは設計され、船体はそれまで帆船の主流だった木材製から金属製へと変えられた。金属製となったことで重量は数千トンに及んだが、鉄や鋼は木よりも丈夫で維持費も安く、薄くても十分な強度を得られるために積載量が多くなり、結果として経済的であった。
蒸気船の「風の影響を受けずに安定して輸送できる」という長所に経済的観点で及ばない帆船であったが、蒸気船に必要な石炭や水が補給できない遠洋航海、例えばオーストラリアの羊毛や小麦などの輸送や南アメリカからの硝酸塩の輸送にその後も帆船は用いられ続けた。ウィンドジャマーは1950年代まで使用され、商業的貨物輸送に用いられた最後の帆船であるといわれる。

## 主要なウィンドジャマー
- Pommern
- Kruzenshtern
- Passat
- Peking
- Preussen
- Gorch Fock (1933)
- Gorch Fock (1958)
- Moshulu

## 参考
- http://www.fortjefferson.com/shipwrecks/windjammer.htm
- http://www.austehc.unimelb.edu.au/tia/442.html
- Voyaging With The Wind: An Introduction to Sailing Large Square Rigged Ships, Alan Villiers, H.M. Stationery Office 1975